# Chatsjkar

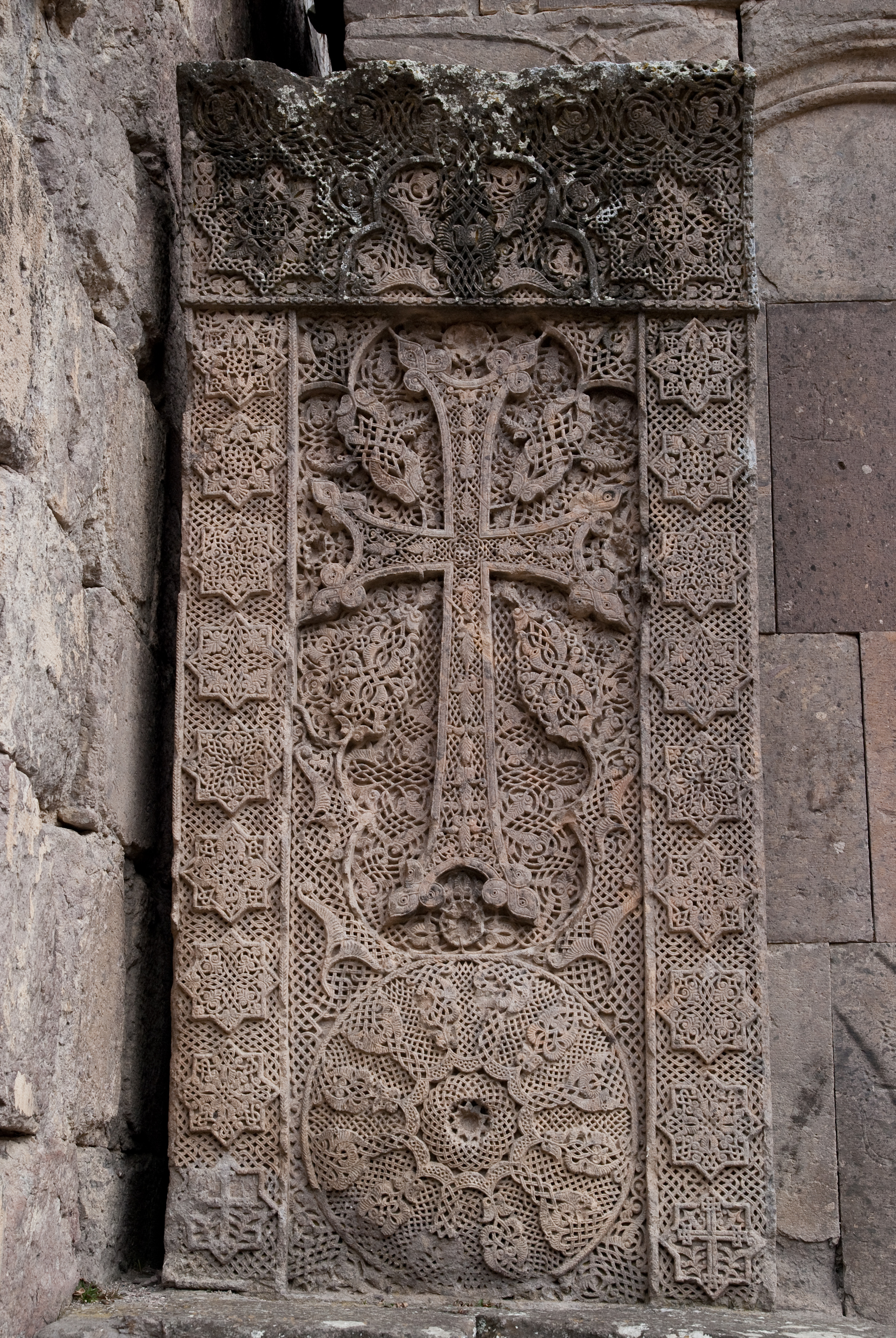
Chatsjkar (1291) in Goshavank

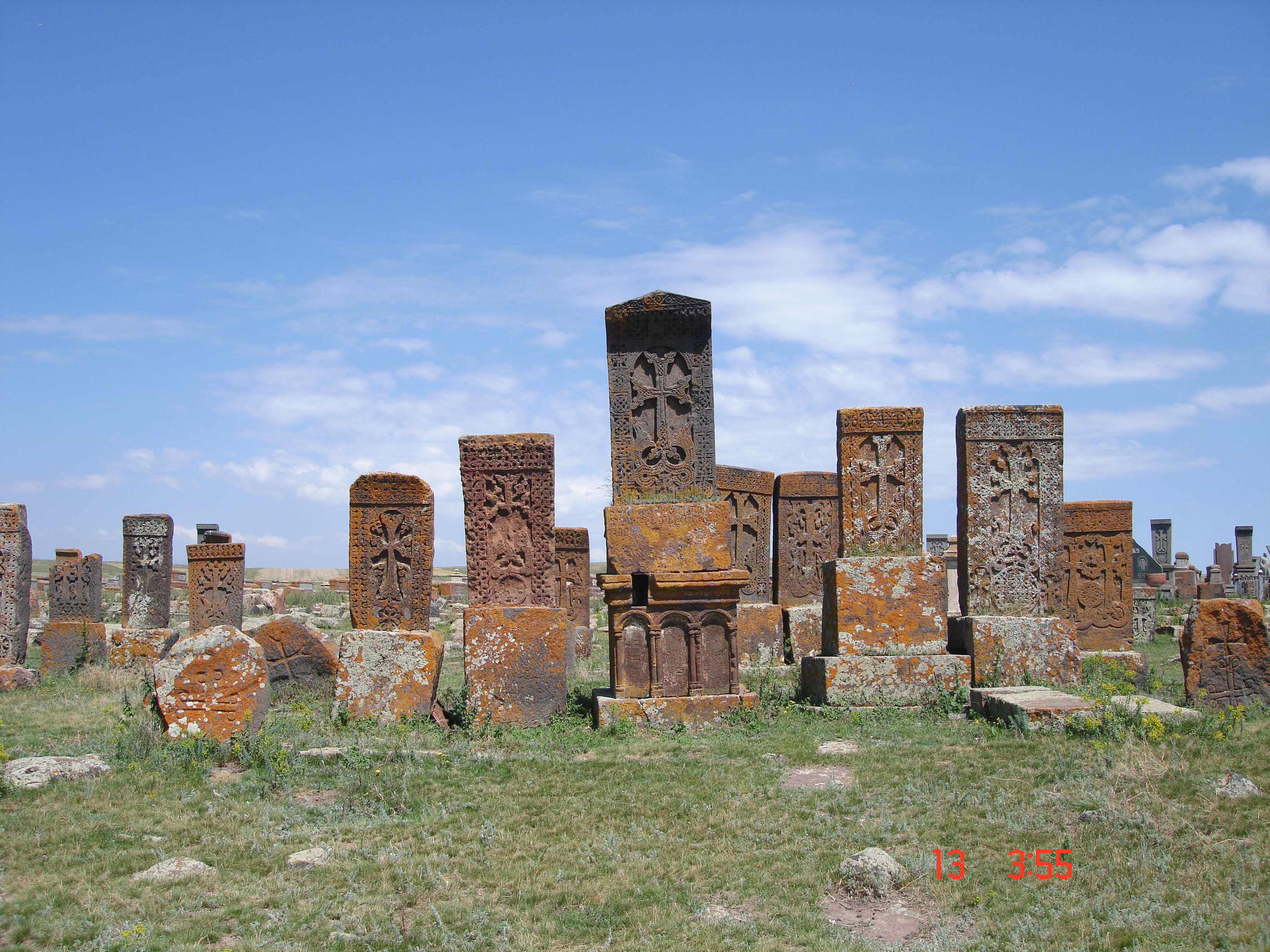
Begraafplaats Noraduz

Een chatsjkar (Armeens: խաչքար, internationaal: khachkar, letterlijk: kruissteen) is een traditioneel Armeens gedenkteken.

## Beschrijving
De chatsjkar is een stele, een staande steen die wordt gegraveerd en gedecoreerd met rozetten, vlechtwerk en plantkundige motieven als bladeren, granaatappels en druiven. Centraal op de chatsjkar staat een kruis, soms boven een zonneschijf. De decoratie is in de regel symmetrisch aangebracht.

### Amenaprkich
Amenaprkich (Armeens: Ամենափրկիչ, betekenis Heilige Redder) is de benaming voor een chatsjkar, waarop een crucifix (met het lichaam van Christus) is aangebracht. De weinige stenen die van dit type bekend zijn dateren vooral uit het eind van de 13e eeuw.

## Geschiedenis
De eerste chatsjkars werden in de 9e eeuw in Armenië opgericht na de bevrijding van de Arabische overheersing. De oudste waarvan een datum bekend is, werd in 879 geplaatst in Garni ter ere van koningin Katranide. De bloeitijd van de chatsjkar lag vooral tussen de 12e en de 14e eeuw. Na een invasie door de Mongolen zakte de aandacht voor het graveerwerk in. Er was een korte opleving in de 16e en 17e eeuw, maar de artistieke hoogtepunten van de 14e eeuw werden niet meer bereikt. Er zijn ongeveer 40.000 gedenktekens bekend. Een deel daarvan is overgebracht naar het Historisch Museum in Jerevan.
Bij de stad Culfa (tegenwoordig in de exclave Nachitsjevan) was een grote begraafplaats, waar Alexandre de Rhodes bij zijn bezoek in 1648 meer dan 10.000 chatsjkars telde. Een deel daarvan sneuvelde bij de aanleg van een spoorlijn aan het begin van de 20e eeuw. Tussen 1998 en 2005 werden de overgebleven duizenden stenen vernield door de Azerbeidzjanen. De grootste nog bestaande collectie van chatsjkars (900 stenen) is te vinden op de begraafplaats bij Noraduz of Noratus, in de provincie Gegharkoenik, ten westen van het Sevanmeer. Tot op de dag van vandaag worden nog chatsjkars gemaakt.

## Chatsjkars in Nederland
In 2001 werd door in Nederland wonende Armeniërs in Assen een chatsjkar opgericht als Armeens monument, ter herinnering aan de genocide aan het begin van de 20e eeuw.
Op 24 april 2014 werd op het terrein van de Armeens Apostolische Kerk in Almelo een genocidemonument onthuld met meerdere chatsjkars. Ook was er al eerder een zwarte chatsjkar geplaatst.
In Maastricht werd op 15 mei 2016 door de Armeense gemeenschap van Maastricht een Armeense chatsjkar geschonken aan de stad Maastricht. Dit als dank voor het behoud van het religieus en cultureel erfgoed rondom Sint Servatius. Hij was de eerste Nederlandse bisschop in de 4e eeuw en geboren in Armenië.
Op 21 april 2018 is een chatsjkar geplaatst aan de voorgevel van de Armeense kerk aan de Krom Boomsloot in Amsterdam, ter ere aan de slachtoffers van de Armeense genocide.

## Foto's

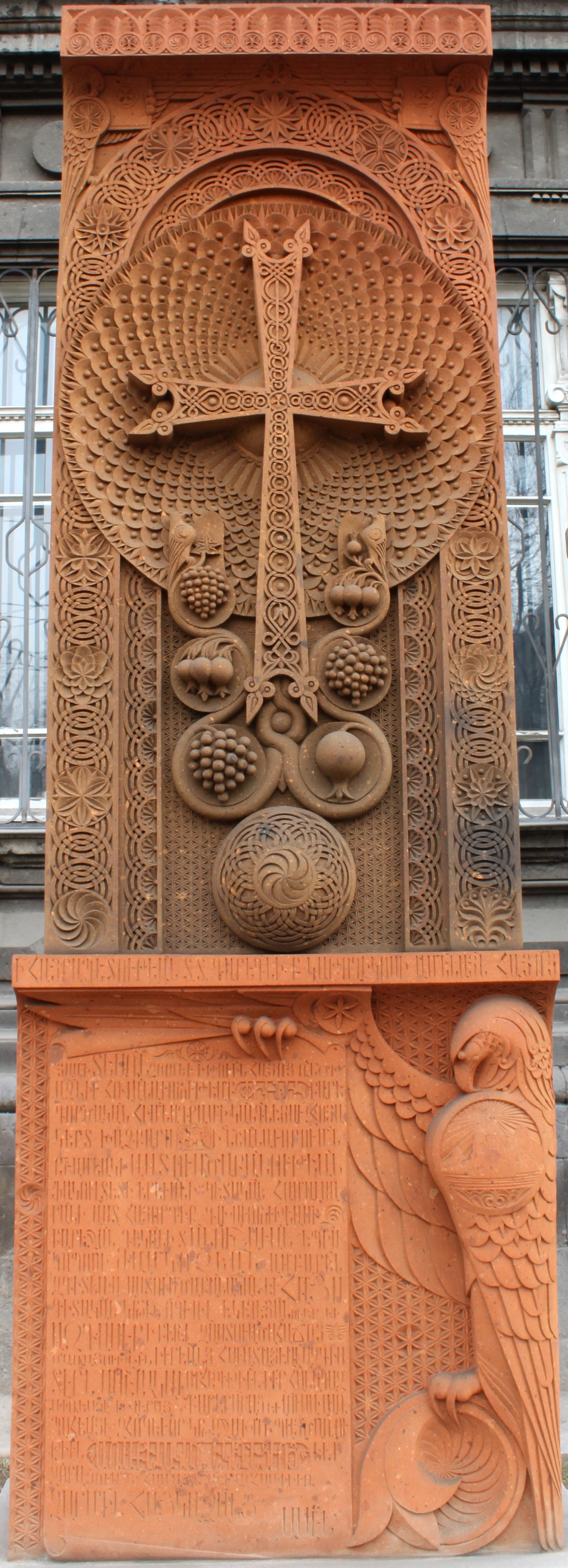
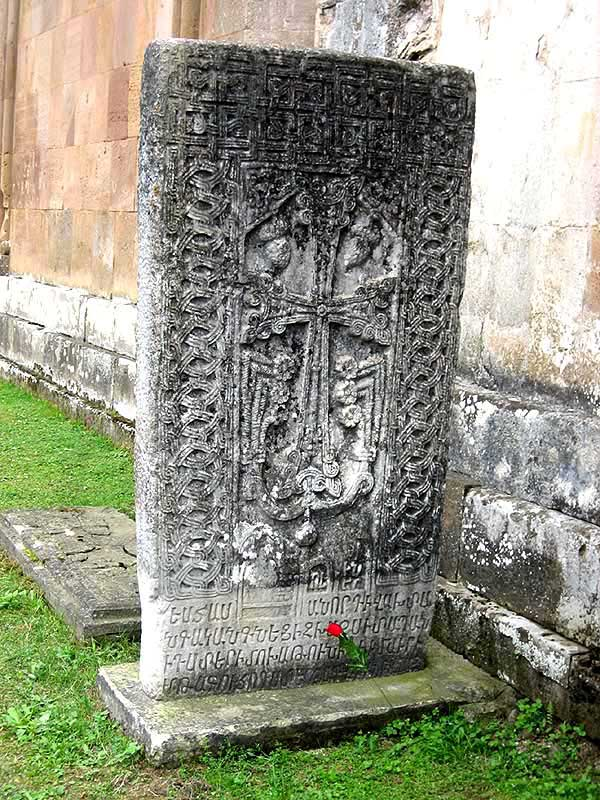
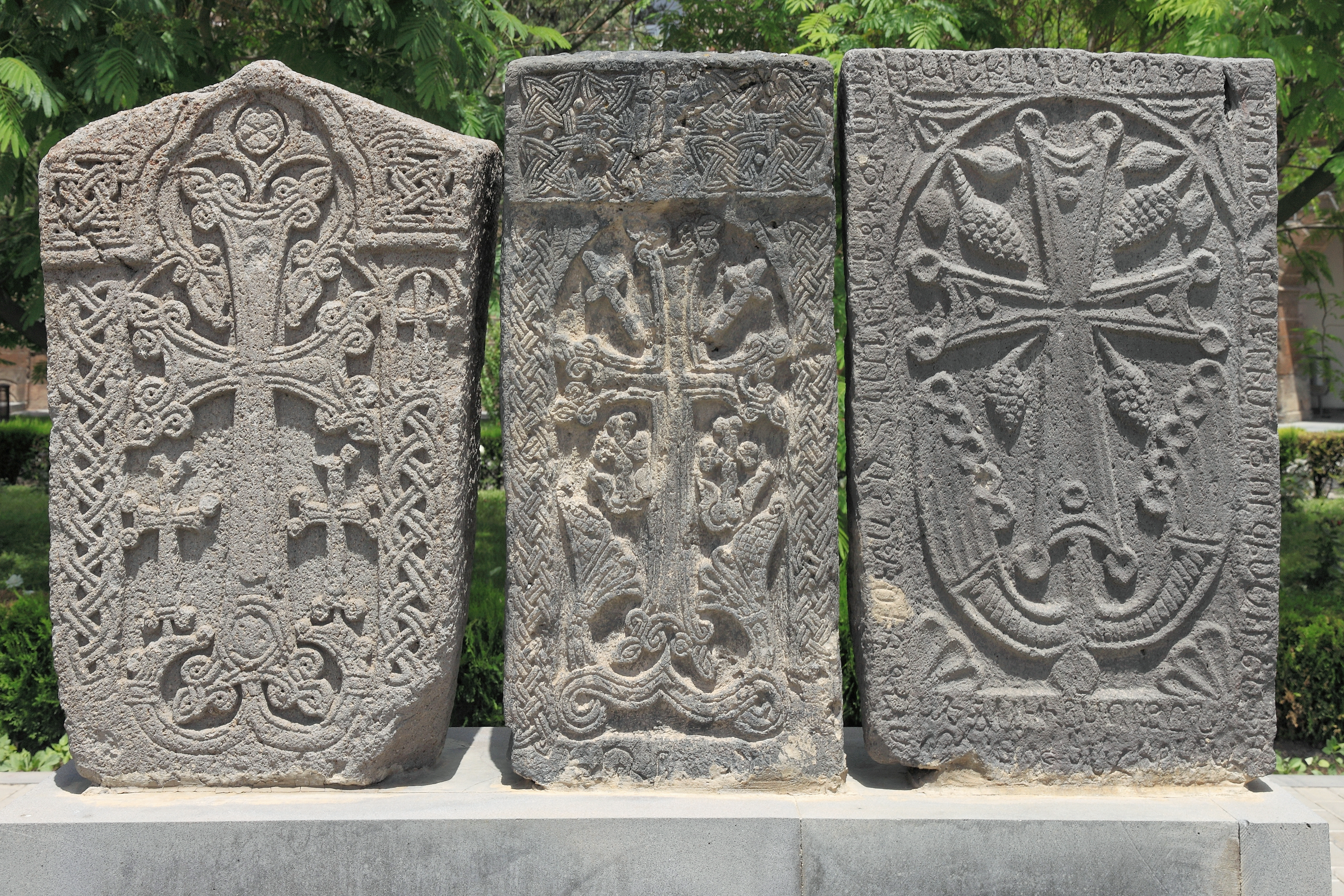
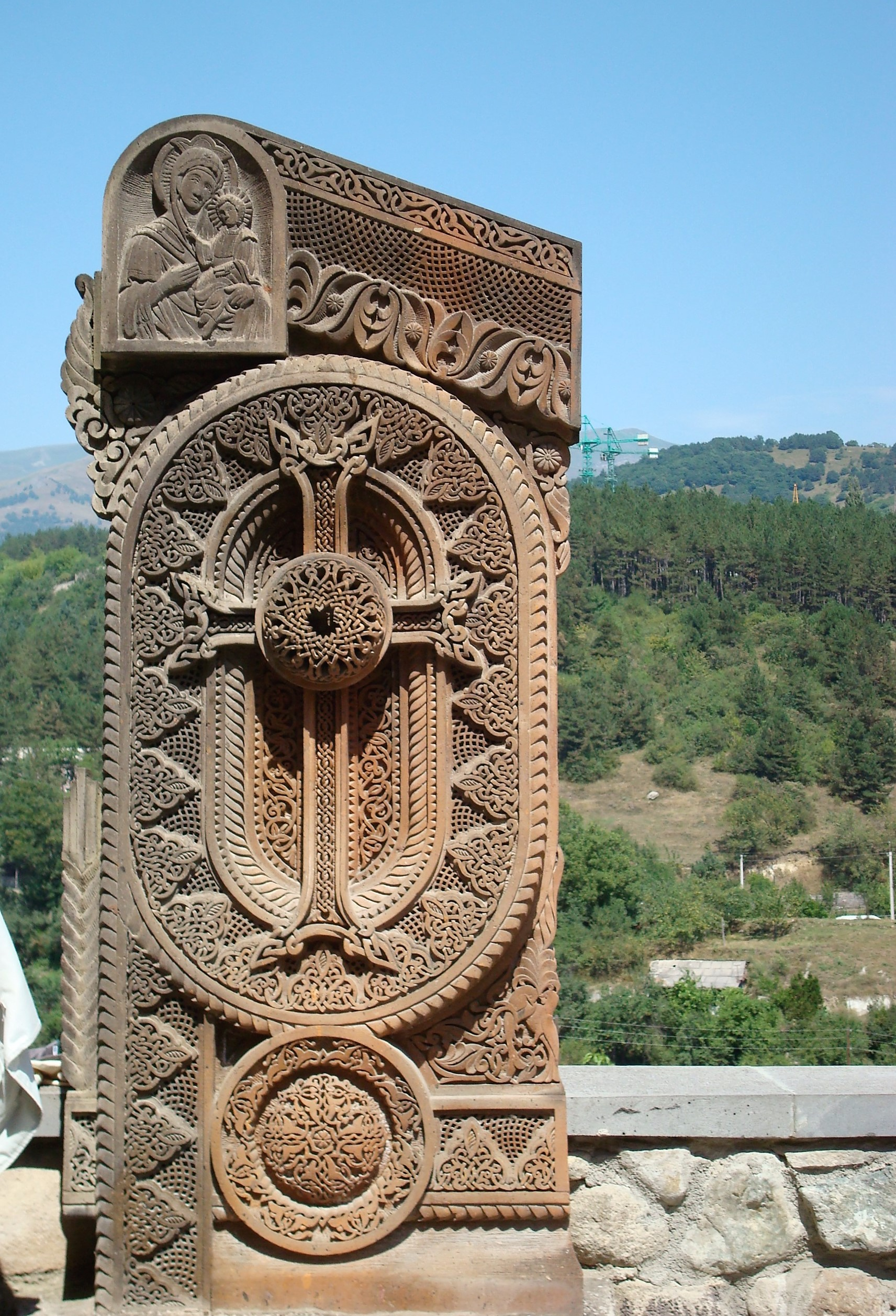

chatsjkars in Armenië
chatsjkars in Nederland

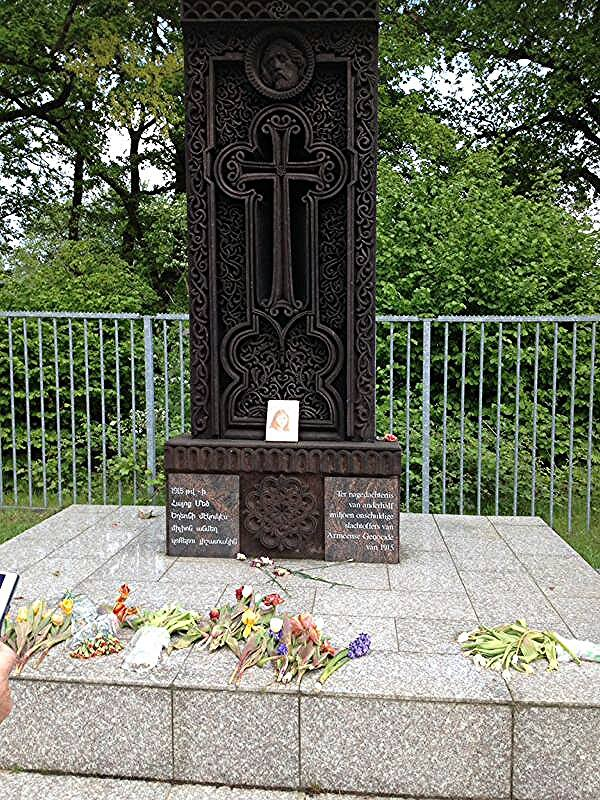
Zwarte chatsjkar bij de Armeense kerk in Almelo
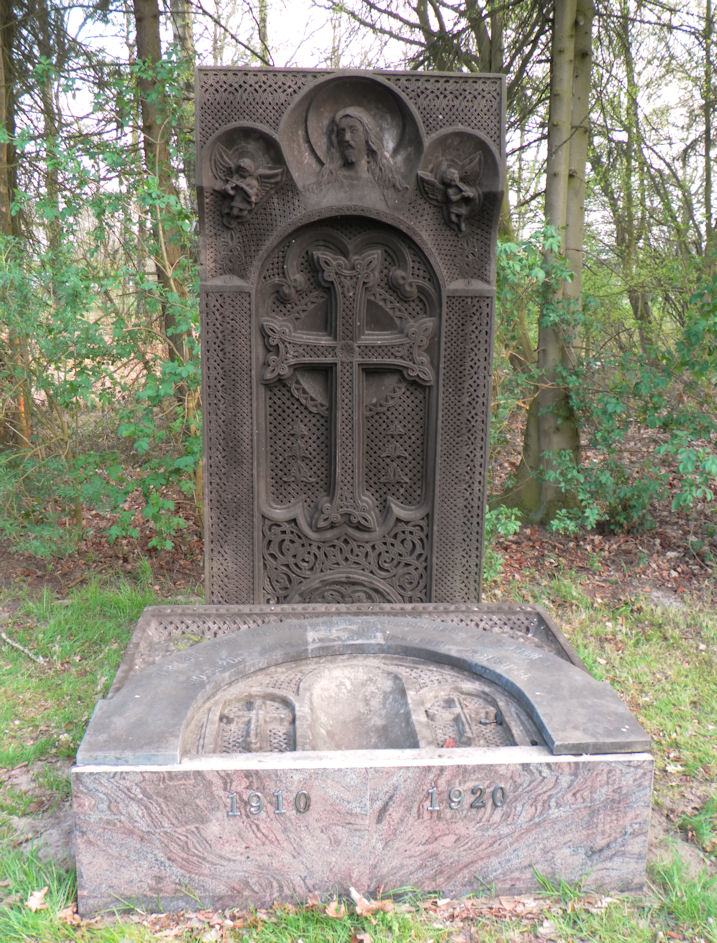
Armeens monument, Assen
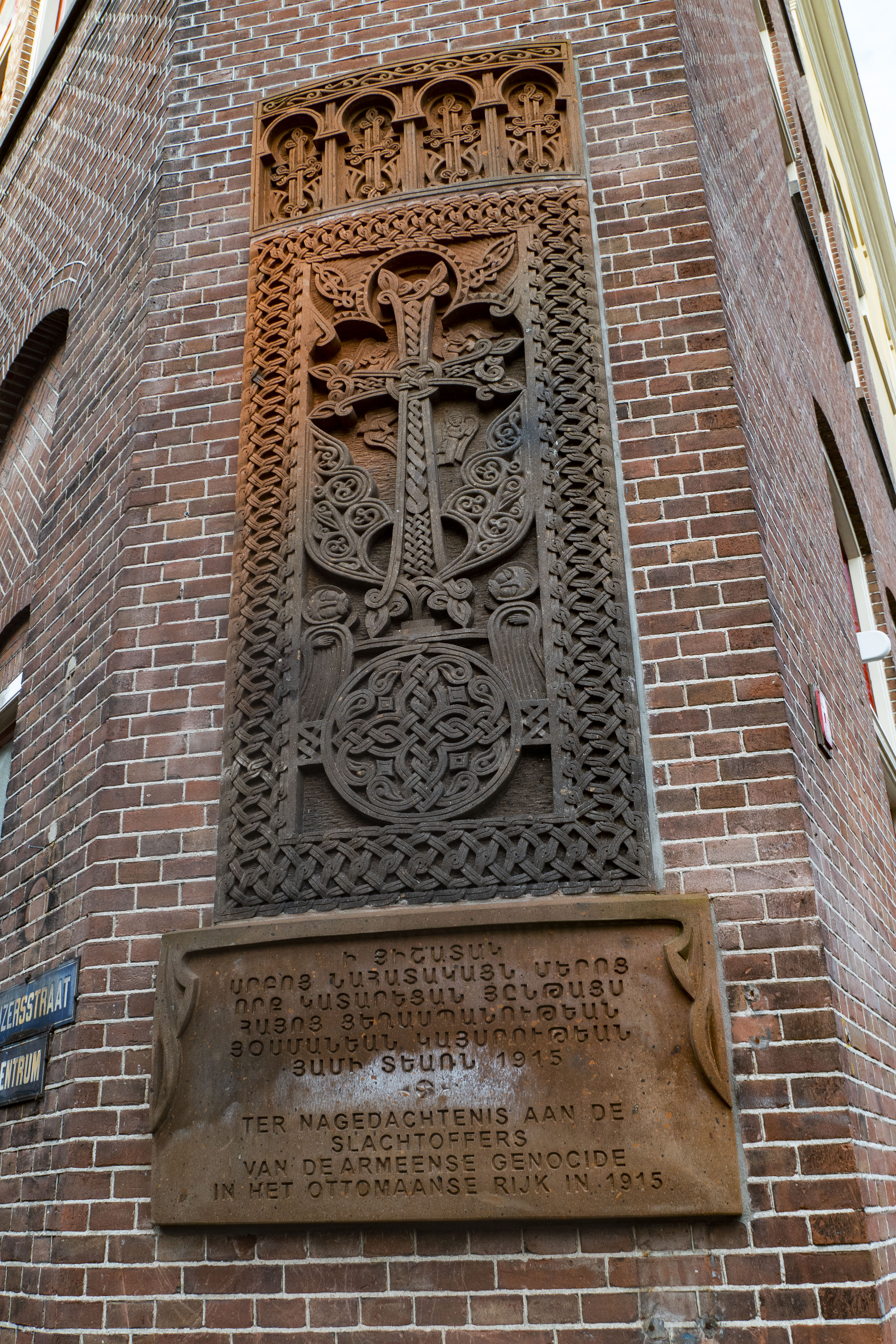
Chatsjkar aan de voorgevel van de Armeense kerk in Amsterdam
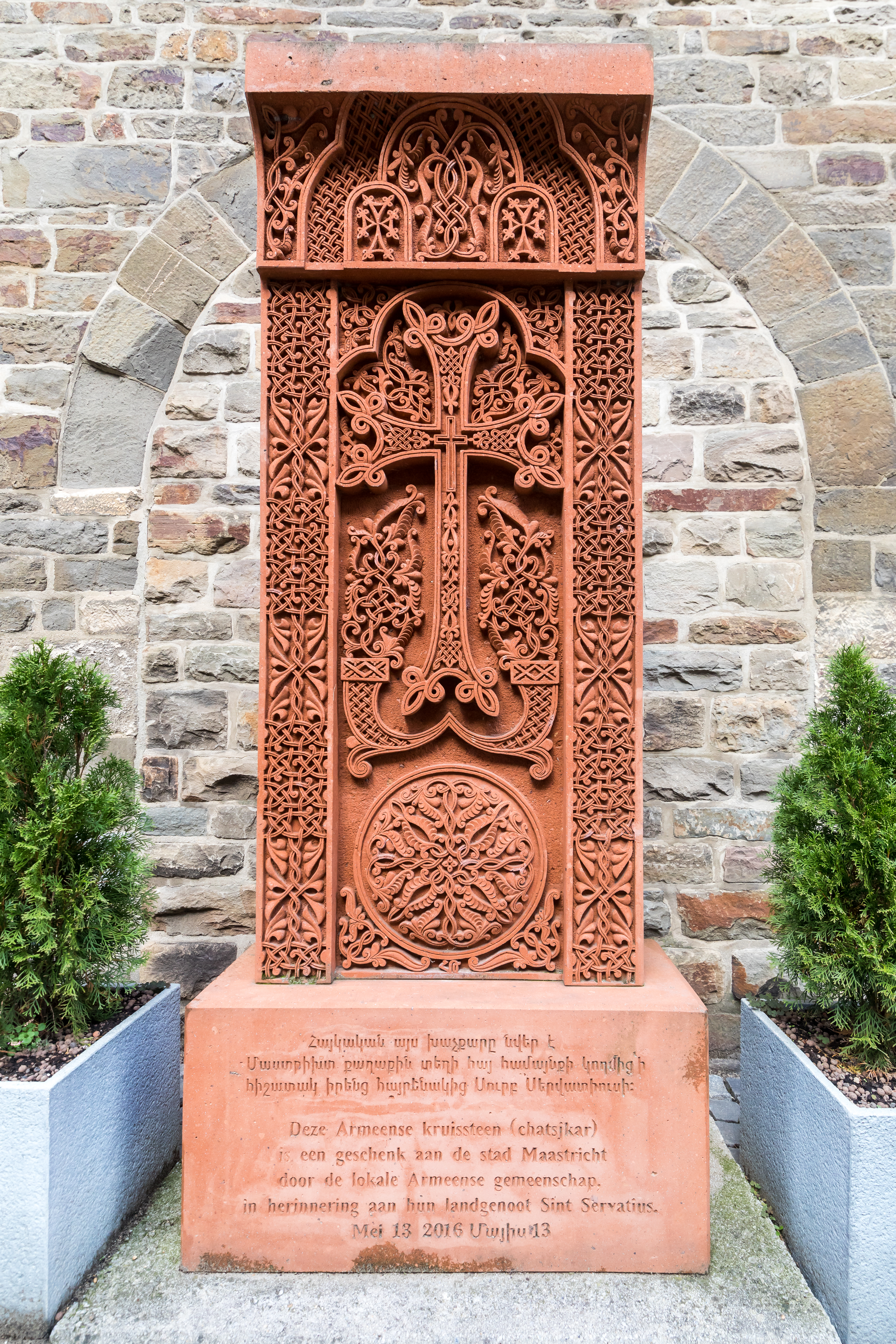
Armeense chatsjkar bij de Servaasbasiliek in Maastricht

- Bibliothèque nationale de France: cb131823899 (data)
- Gemeinsame Normdatei: 4569934-3
- Nationale Bibliotheek van Tsjechië: ph849067